# Клиболд, Сью
Сью́зен Фрэ́нсис Кли́болд (урожденная Ясенофф; род. 25 марта 1949) — американская писательница и активист; мать Дилана Клиболда, одного из исполнителей стрельбы в средней школе Колумбайн 20 апреля 1999 года.

## Биография
Клиболд родилась в Колумбусе, штат Огайо и работала в службах помощи для инвалидов в течение многих лет. В настоящее время она занимается профилактикой самоубийств и лечением заболеваний головного мозга.
Она является автором «Расплаты матери» (англ. A Mother’s Reckoning), книги о массовом убийстве в школе «Колумбайн».
Клиболд обязалась пожертвовать любую прибыль от книги в благотворительные организации психического здоровья, Исследования и профилактику самоубийств, надеясь на решения, которые помогут родителям и профессионалам обнаруживать и лечить признаки проблем.
Документальный фильм 2019 года «Американская трагедия: любовь — это ещё не все» рассказывает о том, как Клиболд прошла путь от борьбы с действиями своего сына до того, чтобы стать адвокатом психического здоровья[неизвестный термин].